# Корецький Юрій Володимирович
Ю́рій Володи́мирович Коре́цький (11 (24) травня 1911, Катеринослав — 19 вересня 1941) — український поет і перекладач радянських часів, член Спілки письменників України, син академіка АН УРСР В. М. Корецького.

## Життєпис
1916 року родина переїздить до Харкова. 1931 року закінчив Харківський інститут профосвіти.
З 1930 року працював у редакціях газет «Комуніст» й «Соціалістична Харківщина».
Навчався в аспірантурі Харківського педагогічного інституту.
Учасник Другої світової війни, загинув у боях за Київ.
Його перший вірш з'явився в газеті 1922 року, по справжньому друкуватися почав з 1932 року.
Вийшли друком віршовані оповідання —
- 1934 — збірка «Ми ще повернемось!», «Дитвидав»,
- 1935 — вірші для дітей, збірка «Плем'я відважних», «Дитвидав»,
- книжка «Пісня морів» — для дітей молодших класів,
- 1967 — «Вибране: вірші, поеми, переклади».

Перекладав українською мовою твори Джорджа Байрона (трагедії «Каїн», «Сарданапал», «Потвора перетворення»), Вільяма Шекспіра («Макбет»), Вальтера Скотта («Роб Рой»), Роберта Луїса Стівенсона («Острів скарбів»), Ч. Діккенса («Історія особистих пригод, переживань і спостережень Давіда Копперфілда-молодшого»), Марка Твена («Пригоди Тома Соєра»).